# Torpedownia

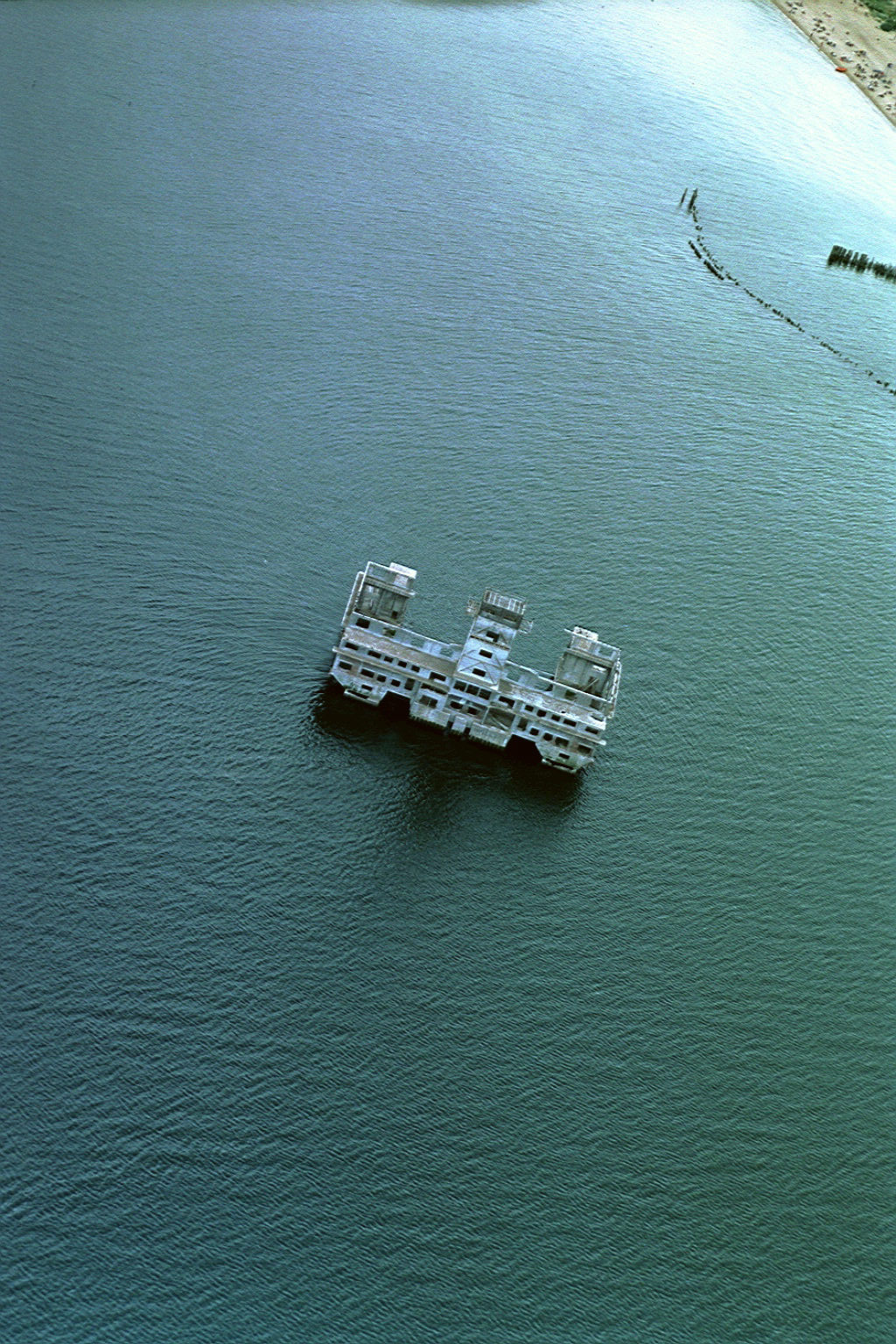
Torpedownia na Babich Dołach

Torpedownia – polska nazwa zwyczajowa centralnego obiektu niemieckich ośrodków badawczych torped, budowanych na terenie okupowanej Polski w czasie II wojny światowej. Była to hala montażowa torped wraz z urządzeniami do próbnych strzelań, wybudowana na dnie akwenu, w odległości kilkuset metrów od brzegu. Połączona z brzegiem molo, po którym odbywał się za pomocą kolejki wąskotorowej transport podzespołów torped, ostatecznie montowanych w hali. W niemieckiej nomenklaturze budynek ten nazywano Schießstand.

## Opis
Pierwszą torpedownię wybudowano w Niemczech na krótko przed wybuchem I wojny światowej; była jednym z obiektów Cesarskich Warsztatów Torpedowych.
Na terenie okupowanej Polski funkcjonowały dwa niemieckie ośrodki badawcze torped. Obydwa zlokalizowano w Gdyni (wówczas – Gotenhafen): Torpedowaffenplatz Hexengrund w Babim Dole (dziś Babie Doły) oraz Torpedo Versuchsanstalt Oxhöft na Oksywiu. TWP było ośrodkiem badawczym Luftwaffe (niemieckie lotnictwo), TVA – Kriegsmarine (niemiecka marynarka wojenna). Oba ośrodki badawcze, choć niezależne formalnie od siebie, połączone były kolejką wąskotorową (przezwaną przez samych Niemców złośliwie Kaszubskim Ekspresem) – biegnącą wzdłuż plaży od portu na Oksywiu do ośrodka w Babich Dołach. TWP pracował głównie nad torpedami lotniczymi, TVA – akustycznymi. Ośrodki korzystały także z jednego wspólnego poligonu na Zatoce Gdańskiej, na wysokości Jastarni, oddalonego 12 kilometrów od TWP.
Torpedownię posiadały również warsztaty torpedowe Gerätewerke Pommern Madüsee, położone nad jeziorem Miedwie (w okolicach Szczecina).
Torpedownie w Gdyni są identycznej konstrukcji. Budynek oprócz hali montażowej i pomieszczeń techniczno-inżynierskich, posiadał także wieżę obserwacyjną, z której urządzenia skierowane w głąb Zatoki Gdańskiej śledziły tor wystrzelonej torpedy. Na dnie zatoki wydrążony był specjalny korytarz, którym poruszała się torpeda. Wystrzelone testowe torpedy były wyławiane przez okręty i poddawane analizie w zakładach. W skład TWP wchodziło kilkanaście budynków (warsztaty, magazyn głowic i torped, hamownia silników, elektrownia itp.), torpedownia wraz z drewnianym portem oraz lotnisko z dwoma pasami startowymi. TWP, jako ośrodek badawczy Luftwaffe, równolegle przeprowadzała próby odpalania torped bezpośrednio z samolotów. Zrzut następował nad zamkniętym akwenem, wzdłuż którego ulokowano dwa punkty obserwacyjno-pomiarowe. Znajdowały się w nich urządzenia nazywane po niemiecku kinotheodolit, rejestrujące proces zrzutu torpedy z samolotu.
Torpedownię na Oksywiu oddano do użytku już w 1940 roku. Rozkaz powołujący ośrodki badawcze torped Luftwaffe podpisano w listopadzie 1940. TWP uroczyście otwarto 4 lipca 1942. Z obszaru Kępy Oksywskiej Niemcy ewakuowali się do 5 kwietnia 1945 r.

## Charakterystyka

### Torpedownia na Babich Dołach

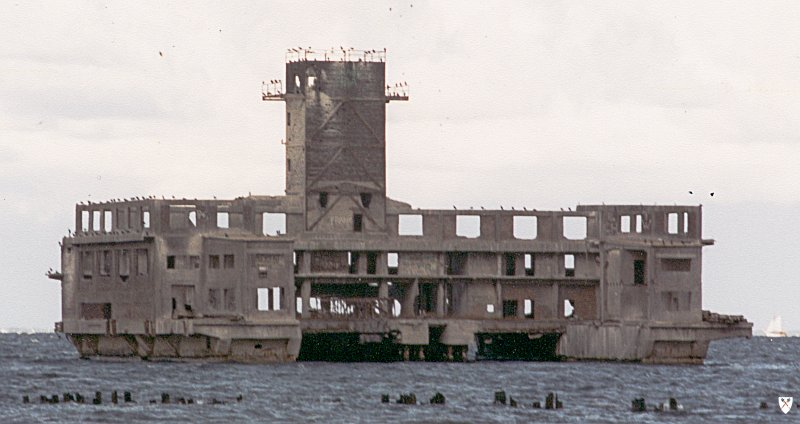
Babie Doły

Wybudowana na kesonach zatopionych w odległości trzystu metrów od brzegu (dokładne położenie geograficzne: 54°35′16″N 18°32′44″E/54,587778 18,545556). Nieremontowana i niewykorzystywana po wojnie popadła w ruinę, a basen portu uległ zamuleniu. Po wojnie zniszczono ostatni odcinek molo przy torpedowni, aby utrudnić dostęp do budynku. Urządzenia z samej torpedowni i całego TWP w większości przejęte zostały przez Armię Czerwoną i zostały wywiezione do ZSRR, gdzie prawdopodobnie nigdy nie były ponownie zmontowane i uruchomione. Pomost i zabudowania portu były do lat 80. XX wieku regularnie wykorzystywane przez wojskowych płetwonurków jako akwen do ćwiczeń, również przez amatorów jachtingu i latem przez wypoczywających na plaży. Ostatecznie resztki molo wysadzono w powietrze w połowie lat 90. XX wieku. W wyniku srogich zim z przełomu lat 70. i 80. ubiegłego stulecia zawaliła się frontowa ściana, poważnie nadwerężając konstrukcję budynku.

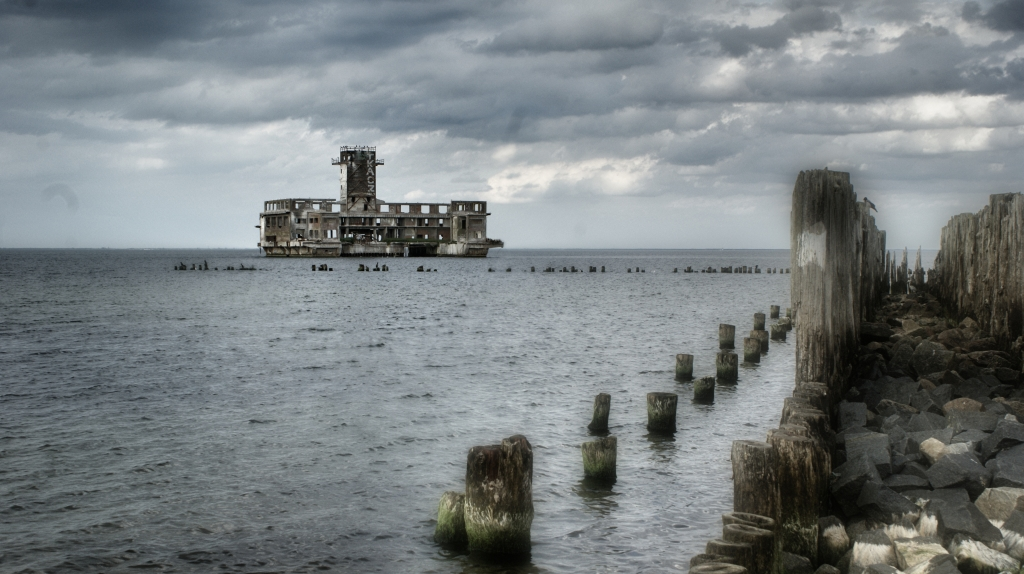
Torpedownia Babie Doły

Torpedownię na Babich Dołach widać m.in. w końcowych fragmentach odcinka pt. Brzeg morza z serialu Czterej pancerni i pies, siódmym odcinku serialu 1983, serialu Kryminalni oraz filmie fabularnym Superwizja.

Panorama pozostałości po TWP w Babich Dołach

### Torpedownia na terenieportu wojennegona Oksywiu (tzw. Formoza)

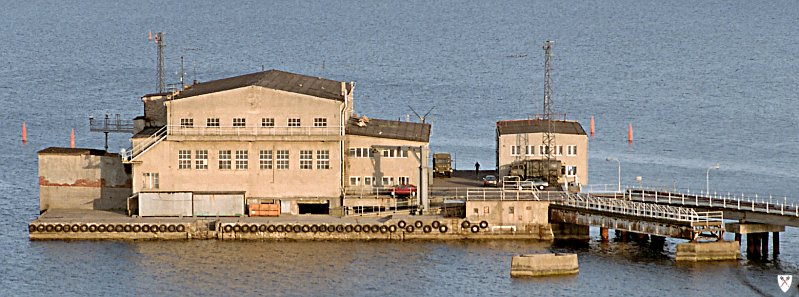
Poniemiecka torpedownia na Oksywiu, obecnie: Formoza

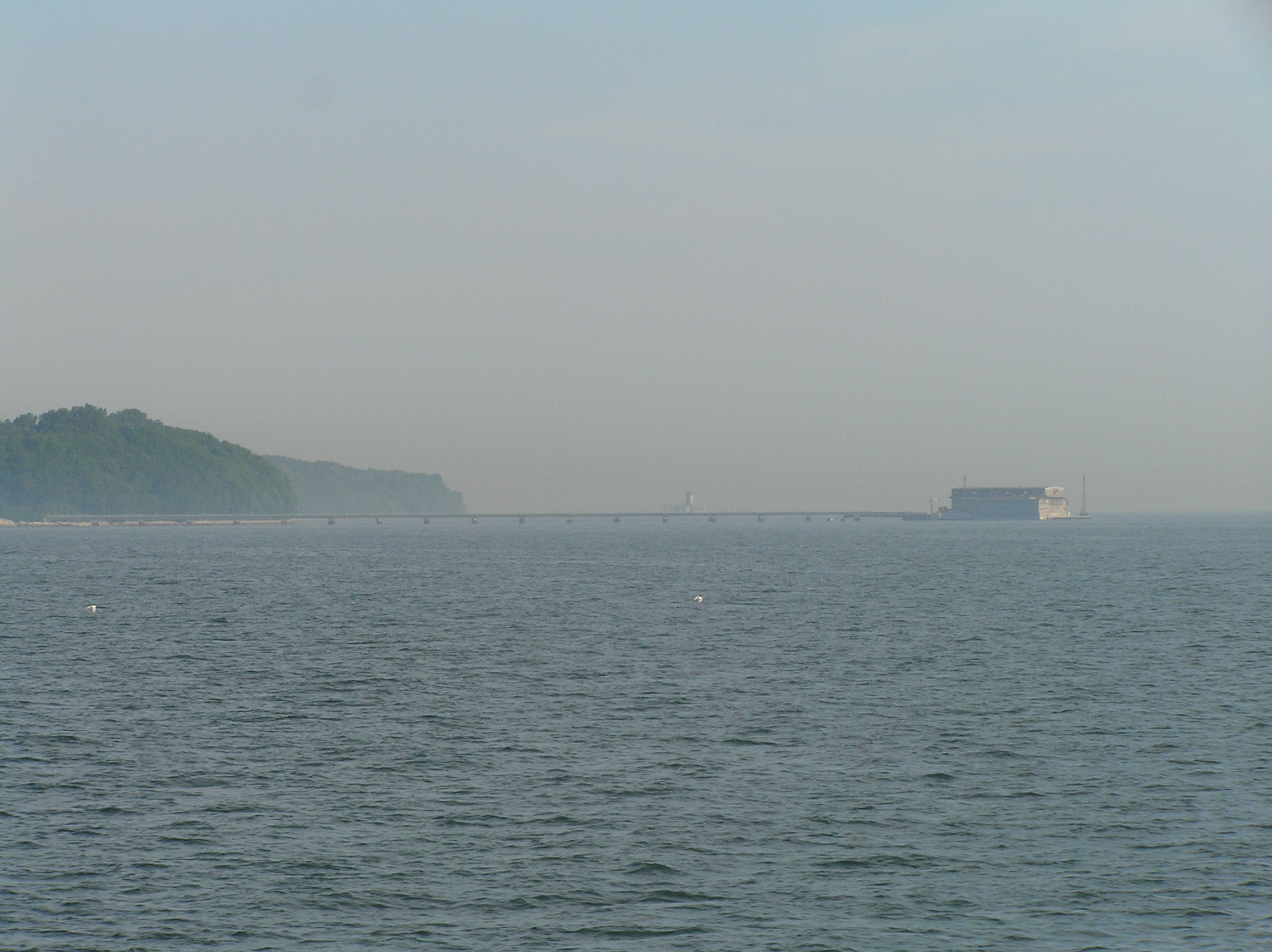
Oksywie, w głębi Babie Doły

Została zbudowana na podstawie skrzyni ze ścianek Larsena wypełnionej piaskiem, na końcu 500 m mola, współrzędne geograficzne 54°32′55″N 18°34′02″E/54,548611 18,567222. Eksploatowana jest do dzisiaj, chociaż w innym od pierwotnego charakterze. Po wojnie rozebrano – zbędną – wieżę obserwacyjną. Nadal mogą do niej przybijać mniejsze jednostki pływające Marynarki Wojennej (maksymalnie trałowce bazowe). Molo, początkowo drewniane, po pożarze w czerwcu 1979 prowizorycznie naprawione, następnie zastąpiono betonowym pomostem. Przezwana „Formozą” w latach 50 XX w. – ze względu na skojarzenie (z głośną w tamtym czasie sprawą relacji Chińska Republika Ludowa – Republika Chińska) położenia budynku dawnej torpedowni na morzu, a zabudowań Portu Wojennego Gdynia na Oksywiu z Tajwanem (i położoną na tej wyspie Republiką Chińską) (dawniej – Formosa, Formoza), a będącą na lądzie Chińską Republiką Ludową.
Od powstania podstawową jej funkcją były próbne strzelania torped kontynuowane do lat osiemdziesiątych XX w. Po zastąpieniu torped parogazowych, niewymagającymi okresowego przestrzeliwania torpedami elektrycznymi i tlenowymi, prowadzono do końca lat osiemdziesiątych XX w. jedynie strzelania szkolne.
Od końca lat sześćdziesiątych XX w. stacje kontrolno-pomiarowe na Formozie wykonują kontrolę i minimalizację pól fizycznych okrętów. Okręty mierzone są podczas przepływania przez dwa poligony wyznaczone czerwonymi bojami. Mierzone są pola: magnetyczne, cieplne, elektryczne, hydroakustyczne i powierzchnia skutecznego odbicia.
Kolejno powstawały stacje do pomiaru pól (w nawiasie wykonawcy):
- magnetycznego (Politechnika Gdańska – dr inż. Zygmunt Nagiełło)
- cieplnego (Politechnika Gdańska)
- elektrycznego (Centrum Techniki Morskiej – Ryszard Zając)
- powierzchni skutecznego odbicia (Wojskowy Instytut Techniczny Uzbrojenia oraz Centrum Techniki Morskiej).
- hydroakustycznego (Akademia Marynarki Wojennej – dr inż. Eugeniusz Kozaczka (aktualnie profesor inż.)).

Aktualnie na Formozie stale przebywają: obsługa specjalistyczna Poligonu Kontrolno-Pomiarowego MW, Jednostka Wojskowa Formoza, obsługa radiolatarni lotniska Babie Doły. Do przełomu lat 60. i 70. XX w. na Formozie mieściła się hydrografia MW zastąpiona oddziałem specjalnym płetwonurków. Stale ćwiczy tu też kadra i kursanci z Ośrodka Szkolenia Nurków i Płetwonurków WP, a od czasu do czasu pomiary wykonują pracownicy Akademii MW i CTM. Na krótkim fragmencie starego molo stałe miejsce mają próbki lakieru. Od ok. 1978 r. stacjonowały pojazdy podwodne Błotniak.
Od przejęcia infrastruktury przez MW tzw. LWP zdarzył się jeden śmiertelny wypadek. Utonął żołnierz zawodowy, kąpiący się samowolnie mimo obowiązujących zakazów. Będący na miejscu płetwonurek ruszył mu na pomoc, ale z głębokości 11 metrów wyciągnął już martwe ciało.

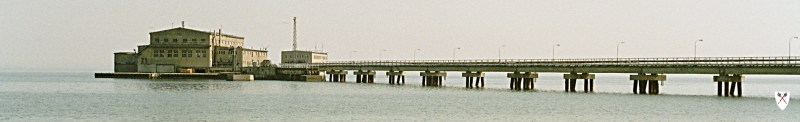
„Formoza”, torpedownia w Gdyni-Oksywiu

### Wieże obserwacyjne na Zatoce Gdańskiej

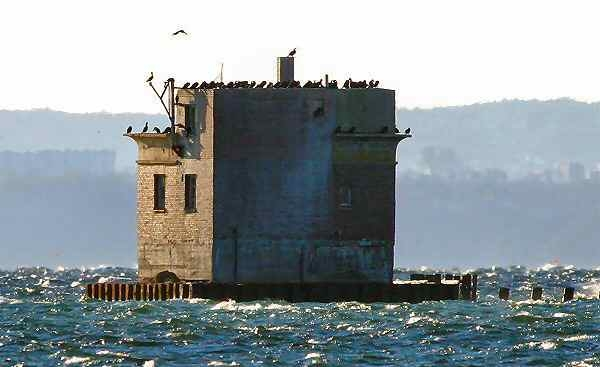
Wieża obserwacyjna na Zatoce Gdańskiej

W czasie wojny na Zatoce Gdańskiej zbudowano trzy wieże obserwacyjne (dwie dotrwały do XXI wieku). Wzdłuż nich wytyczono korytarz do zrzutu torped lotniczych przez samoloty z eskadry Luftwaffe wchodzącej w skład ośrodka TWP (na potrzeby eskadry zbudowano pas startowy, istniejący do dziś – tzw. „czarny pas”). Jedną z wież w latach 90. XX wieku zakupił od Urzędu Morskiego prywatny przedsiębiorca, który planował wykorzystać obiekt komercyjnie i założyć w niej restaurację, a następnie przystań z apartamentami.

### Torpedownia na jeziorze Miedwie
Ośrodek po wojnie znalazł się na terenie bazy Armii Czerwonej. Dziś torpedownia na Miedwiu nie ma żadnego zastosowania militarnego. Wciąż znajduje się na terenie jednostki wojskowej i nie ma do niej swobodnego dostępu. Nieduży budynek, ulokowany 30 metrów od brzegu. Były w nim tylko urządzenia do odpalania torped i obserwacyjno-pomiarowe. Współrzędne geograficzne: 53°18′14″N 14°52′51″E/53,303889 14,880833